# Amber Tamblyn
Pour les articles homonymes, voir Tamblyn.
Amber Rose Tamblyn est une actrice, poétesse, scénariste, écrivaine et réalisatrice américaine, née le 14 mai 1983 à Santa Monica, en Californie (États-Unis).

## Biographie

### Famille
Amber Tamblyn est née le 14 mai 1983 à Santa Monica. Elle est la fille de Russ Tamblyn (Riff dans West Side Story) et Bonnie Murray, chanteuse, artiste et enseignante.
À l'âge de 10 ans, elle joue Fifi Brindacier au spectacle de son école de Santa Monica. L'agent de son père, Sharon Debord, le convainc de la laisser postuler a des auditions.
Elle tient le rôle de Emily Bowen dans le feuilleton télévisé Hôpital central, pendant six ans, de 1995 à 2000). Elle est également connue comme l'héroïne de la série Le Monde de Joan (de 2003 à 2005), la série compte deux saisons.

### Poésie
Amber Tamblyn est l'autrice de recueils de poésie : Free Stallion (Simon & Schuster Books for Young Readers, 2011), qui remporte le Borders Book Choice Award for Breakout Writing, Of the Dawn, Plenty of Ships et Bang Ditto (Manic Presse, 2009). Elle participe notamment à divers rendez-vous de lectures de poésie, notamment en Californie. The Loneliest, un recueil de poésie inspiré par Thelonius Monk et sa musique est publié en 2005 et contient de la poésie haïku écrite par Amber Tamblyn et est accompagné d'images de George Herms. Seulement 300 copies du livre ont été publiées.
Sa poésie est publiée, entre autres, dans The New York Quarterly, The San Francisco Chronicle, Poets & Writers, Pank Magazine, Teen Vogue, Cosmopolitan, Interview et Bust.
Elle cofonde l'association Write Now Poetry Society,.

### Livres
Amber Tamblyn publie son premier roman, Any Man, en juin 2018. Il met en scène une violeuse en série qui s'attaque aux hommes. Son deuxième livre, un mémoire et un manifeste féministe intitulé Era of Ignition parait en mars 2019. Il s'agit d'une exploration personnelle du féminisme en période de division.

### Cinéma
Elle rejoint en 2010 la série  américaine Dr House, du sixième au dix-neuvième épisode de la septième saison, dans le rôle de Martha M. Masters, son personnage succédant ainsi à Allison Cameron et à Remy Hadley (dite no 13),.
De 2013 à 2015, elle joue dans Mon oncle Charlie, dans le rôle de la fille biologique de Charlie, Jenny Harper.
En 2017, elle fait ses débuts en tant que réalisatrice de film avec Paint It Black.
En septembre 2017, James Woods fait une remarque sur Twitter concernant le film Call me by your name de son ami Armie Hammer. Dans ce film, deux personnes LGBTQI âgées de 17 et 24 ans  ont une relation amoureuse, ce que James Woods trouve indécent en raison de l'âge d'un des protagonistes, mineur. Amber Tamblyn lui rappelle alors qu'il a essayé de la séduire proposant une virée à Las Vegas à elle et son amie, voici 20 ans de cela alors qu'elles étaient âgées de 16 ans. James Wood dément sur Twitter et l'affaire devient virale.

### Vie privée
Elle se fiance avec l'acteur David Cross en août 2011. Le couple se marie le 6 octobre 2012,,. Le 15 février 2017, elle donne naissance à une petite fille prénommée Marlow Alice.
Amber Tamblyn soutient la campagne de Hillary Clinton pour les élections présidentielles de 2016 aux États-Unis.
Elle est une des cofondatrices de l'association Time's up qui combat le harcèlement sexuel sur les lieux de travail.

## Publications
- Any Time, Harper Perennial, 2018
- Bang Ditto, Manic D Press, 2009
- Dark Sparkler, Harper Perennial, 2015  (ISBN 978-0062348166)
- Era of Ignition: Coming of Age in a Time of Rage and Revolution, Crown, 2019  (ISBN 1984822985)
- Free Stallion: Poems, Simon & Schuster Books for Young Readers, 2009

## Filmographie

### Cinéma
- 1995 : Rebellious : Deb
- 1995 : Live Nude Girls : Jill jeune
- 1997 : La Légende de Johnny Mysto (Johnny Mysto: Boy Wizard) (Vidéo) : Sprout
- 2002 : Ten Minutes Older : The Trumpet : Kate (segment Twelve Miles to Trona)
- 2002 : Le Cercle (The Ring) : Katie Embry
- 2005 : Quatre filles et un jean (The Sisterhood of the Traveling Pants) : Tibby
- 2006 : Stephanie Daley : Stephanie Daley
- 2006 : The Grudge 2 : Aubrey
- 2007 : Spiral (en) : Amber
- 2007 : Normal Adolescent Behavior : Wendy
- 2008 : Blackout : Claudia
- 2008 : Quatre filles et un jean 2 (The Sisterhood of the Traveling Pants 2) : Tibby Tomko-Rollins
- 2009 : Spring Breakdown : Ashley
- 2009 : Présumé Coupable : Ella Crystal
- 2010 : Main Street de John Doyle (en) : Mary Saunders
- 2010 : 127 heures (127 Hours) : Megan
- 2012 : Django Unchained de Quentin Tarantino : la fille du fils d'un hors-la-loi
- 2018 : Nostalgia de Mark Pellington et Alex Ross Perry: Bethany Ashemore

### Télévision
- 1995 - 2001 : Hôpital central (General Hospital) (série télévisée) : Emily Bowen-Quatermaine
- 2001 : Buffy contre les vampires (Buffy the Vampire Slayer) (série télévisée) : Janice
- 2002 : Boston Public (série télévisée) : Melissa Campbell
- 2002 : Prep (Téléfilm)
- 2002 : La Treizième Dimension (The Twilight Zone) (série télévisée) : Jenna Winslow
- 2002 : Les Experts : Miami (CSI: Miami) (série télévisée) : Senior Cadet Valerie Barreiro
- 2003 : FBI : Portés disparus (Without a Trace) (série télévisée) : Clare Metcalf
- 2003 - 2005 : Le Monde de Joan (Joan of Arcadia) (série télévisée) : Joan Girardi
- 2007 : Babylon Fields (Téléfilm) : Janine Wunch
- 2008 : The Russell Girl (Téléfilm) : Sarah Russell
- 2009 : The Unusuals (série télévisée) : Detective Casey Shraeger
- 2009 : Comedy Showcase (série télévisée) : Une fille
- 2010 - 2011 : Dr House (série télévisée) : Martha M Masters
- 2010 : The Increasingly Poor Decisions of Todd Margaret (série télévisée) : Une fille
- 2010 : The Quinn-tuplets (Téléfilm) : Miriam Quinn
- 2013 - 2014 : Mon oncle Charlie (série télévisée) : Jennifer « Jenny » Harper
- 2014 : Community : Thought Jacker co-star
- 2014 : Comedy Bang! Bang! (série télévisée) : elle-même
- 2017 : Girlfriend's day (Netflix) de Michael Stephenson : Jill

### Doublage
- 2012 : Metalocalypse (série télévisée Animation) : Petite amie/Fan de Nathan Explosion